# Ana Montenegro
Ana Lima Vaughness Carmo, conocida como Ana Montenegro, (Quixeramobim, 13 de abril de 1915 — Salvador de Bahía, 30 de marzo de 2006) fue una escritora, periodista, activista, editora,  y poeta brasileña,  afiliada al Partido Comunista Brasileño en 1945. Fue cofundadora del periódico "Movimento Feminino", editado durante diez años, que servía de instrumento de divulgación de las luchas y conquistas de las mujeres brasileñas. 
Era hija de Sila Vaughness Correia Lima, y de Paul Eupídio Vaughness.
Ana Montenegro formada en Derecho y en Letras, residía en Salvador, siendo reconocida por su lucha en defensa de su gente y de su terruño.  Con el ascenso del régimen militar y su dictadura,  fue la primera mujer en ser exiliada, saliendo con sus dos pequeños hijos; y habiendo soportado estar fuera del país por más de quince años,  lejos de su hogar y su familia. Estuvo en México, Cuba, Chile, Palestina, Alemania Federal.
Trabajó, durante su exilio, en organismos internacionales, como la ONU, y su subsidiaria la UNESCO, teniendo participación en congresos, conferencias, y seminarios por el mundo. Fue redactora de la "Revista Mulheres do Mundo Inteiro", órgano de la FDIM – Federación Democrática Internacional de Mujeres.  Fue activísima militante del Partido Comunista  Brasileño (PCB) por más de 50 años, Ana luchó bravíamente por el restablecimiento de la democracia en el Brasil  y, en consecuencia de eso, tuvo su vida perturbada por persecuciones políticas. En 1964, asumió el cargo de redactora de la revista "Mulheres do Mundo Inteiro", editada en francés, alemán, castellano, árabe, inglés, ruso.  Y comenzó a firmar sus artículos con el pseudónimo de Ana Montenegro, nombre que adoptó después definitivamente.
A sus 90 años de edad, Ana Montenegro seguía afirmando, en altavoz: 

"que mi lucha continúa, por paz, tierra y trabajo, siendo que un país que tiene esos atributos, tiene libertad."

  Y siempre afirmaba que, 

"respetar al pueblo es respetar sus necesidades"

. Además de su activismo en defensa de la mujer, luchó también, durante muchos años, contra el racismo, con un gran trabajo junto al colectivo negro. Escribió, además de innumerables artículos y ensayos, diversas obras, entre las que  aparece la cuestión de la mujer: Ser ou não ser feminista y Mulheres – Participação nas lutas populares. 

## Algunos ensayos
- Simon Bolívar
- O Papel da Universidade
- Esterilização, Contracepção e Efeitos Democráticos
- O Papel da Advogada na Comunidade
- Pelourinho
- Entre o Colorido das Paredes
- Injustiça Social e Mulher
- Constituinte

## Honores[3]
- Ciudadana honoraria de Salvador y de Baia
- 2002: la Cámara de Diputados le confirió el título de "Mujer Ciudadana
- Premio Nacional de los Derectos Humanos del Gobierno Federal
- Integró la lista de las “1000 mujeres para el Premio Nobel de la Paz 2005”